# Wilhelm Wolff (Richter)
Wilhelm Wolff (* 26. Mai 1813; † 1875) war ein schlesischer Richter und Politiker.

## Leben
Wilhelm Wolff besuchte das Gymnasium in Leobschütz und studierte Rechtswissenschaft in  Breslau. 1840 wurde er Justitiar an Patrimonialgerichten, 1841 Assessor am Stadt- und Landgericht Leobschütz und 1849 Kreisgerichtsrat in Leobschütz.
Von 1855 bis 1866 und von 1867 bis 1873 war er Mitglied des Preußischen Abgeordnetenhauses. 1867 war er außerdem Abgeordneter im  Konstituierenden Reichstag des Norddeutschen Bundes für den Wahlkreis Oppeln 9 (Leobschütz). Er gehörte der Fraktion der Freien Vereinigung an.